# Пљевски партизански одред
Пљевски народноослободилачки партизански (НОП) одред  (касније Мркоњићки партизански одред) је био партизанска јединица у саставу Народноослободилачке војске и партизанских одреда Југославије током Другог светског рата у Босни и Херцеговини.

## Историјат
Формиран је 8. октобра 1943. у околини Мркоњић-Града од дотадашње самосталне Пљевске партизанске чете. Дејствовао је на подручју мркоњићког среза и, у почетку, био у саставу 10. ударне дивизије НОВЈ. За првих пет месеци нарастао је на две чете са 150 бораца. Одред је 26. марта 1944. ушао у састав новоформиране 39. дивизије 5. ударног корпуса НОВЈ и преименован у Мркоњићки НОП одред. Попуњавао је мањим групама бораца јединице 10. и 39. дивизије. У лето 1944. формирана је 3. чета, а касније још једна. Одред је имао и радни вод и амбуланту. Најчешће борбе водио је са четничким групама. У борби против четника 18. августа 1944. у селу Бараћима погинуо је и командант Одреда Антоније Ивић, народни херој. Одред је расформиран 12. децембра 1944. Његовим људством попуњене су 13. и 15. крајишка бригада, а једна његова чета, осамостаљена за обезбеђење железничке станице Млиништа, појављује се под именом Одреда до краја јануара 1945.